# Battus lycidas
Battus lycidas is een vlinder uit de familie van de pages (Papilionidae). De wetenschappelijke naam werd gepubliceerd in 1777 door Pieter Cramer.